# Leworaja
Leworaja is een bestuurslaag in het regentschap Lembata van de provincie Oost-Nusa Tenggara, Indonesië. Leworaja telt 750 inwoners (volkstelling 2010).